# Maestro del 1310

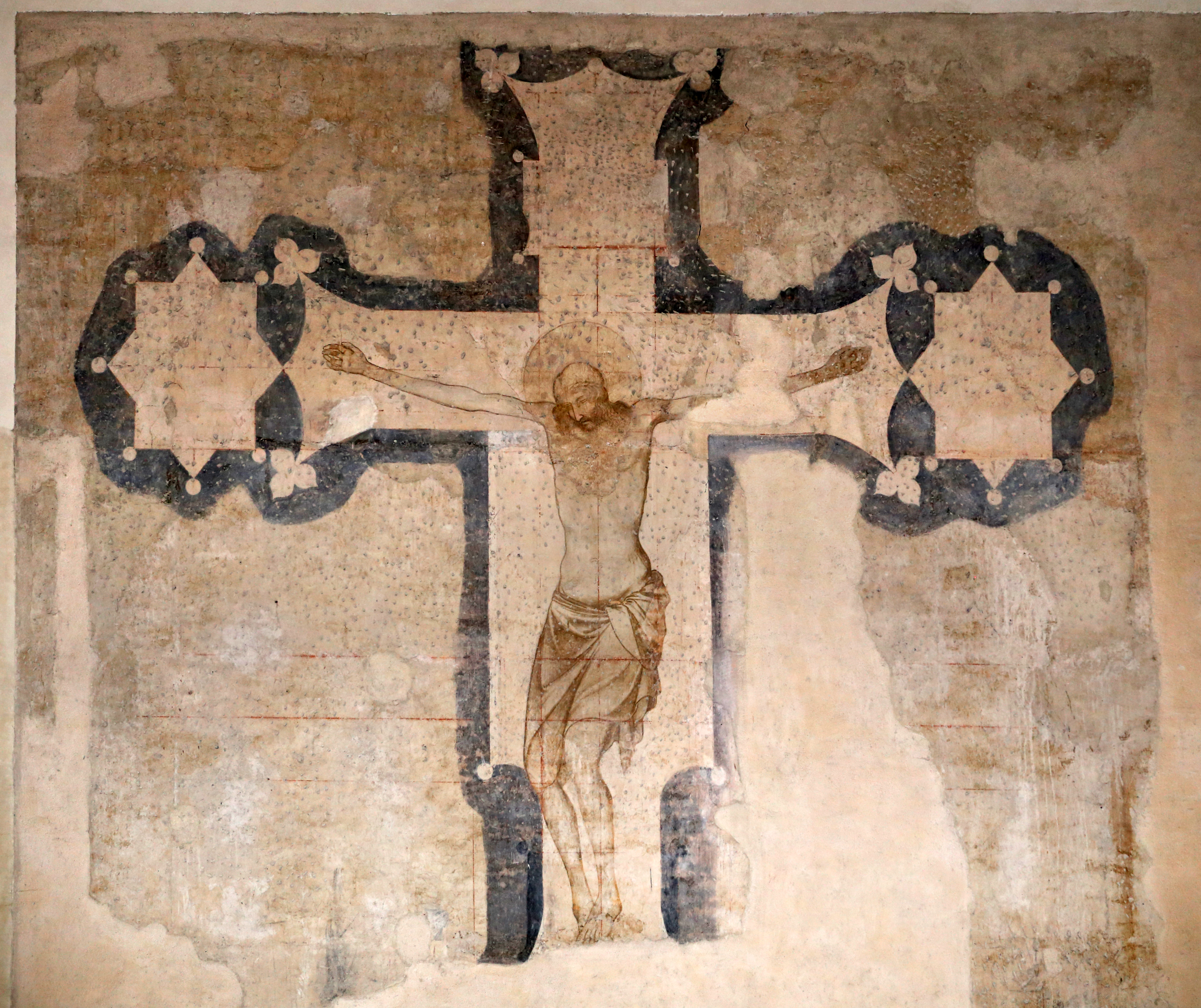
Crocifisso, chiesa di San Francesco, Pistoia

Il Maestro del 1310 (fl. XIV secolo) è stato un pittore anonimo italiano attivo a Pistoia, tra la fine del XIII secolo e l'inizio del XIV secolo.

## Biografia
L'anonimo pittore italiano deriva il suo nome dalla tavola con la Madonna col Bambino tra angeli e il committente Filippo Paci, oggi conservata nel Musée du Petit Palais ad Avignone e datata proprio 1310, dove il suo stile mostra influssi prettamente gotici francesi.
Precedenti, del 1307, sono gli affreschi con Storie della Passione nel coro della chiesa di San Giovanni Fuorcivitas a Pistoia, con figure dalla forte carica espressionistica.
Agli ultimi anni di attività del pittore è da assegnare il polittico con la Madonna col Bambino e i santi Giovanni Battista, un apostolo, Maria Maddalena e Bernardo, una volta posto sull'altar maggiore della chiesa di Santa Maria Maddalena del convento degli Umiliati a Pistoia e oggi nel Museo Civico cittadino.
Di attribuzione contestata sono due affreschi nella chiesa di San Domenico, sempre a Pistoia, realizzati attorno agli anni trenta del XIV secolo: un polittico con la Madonna e santi, sito nel refettorio e una Annunciazione per l'arcone che immette nella cappella maggiore.

## Opere

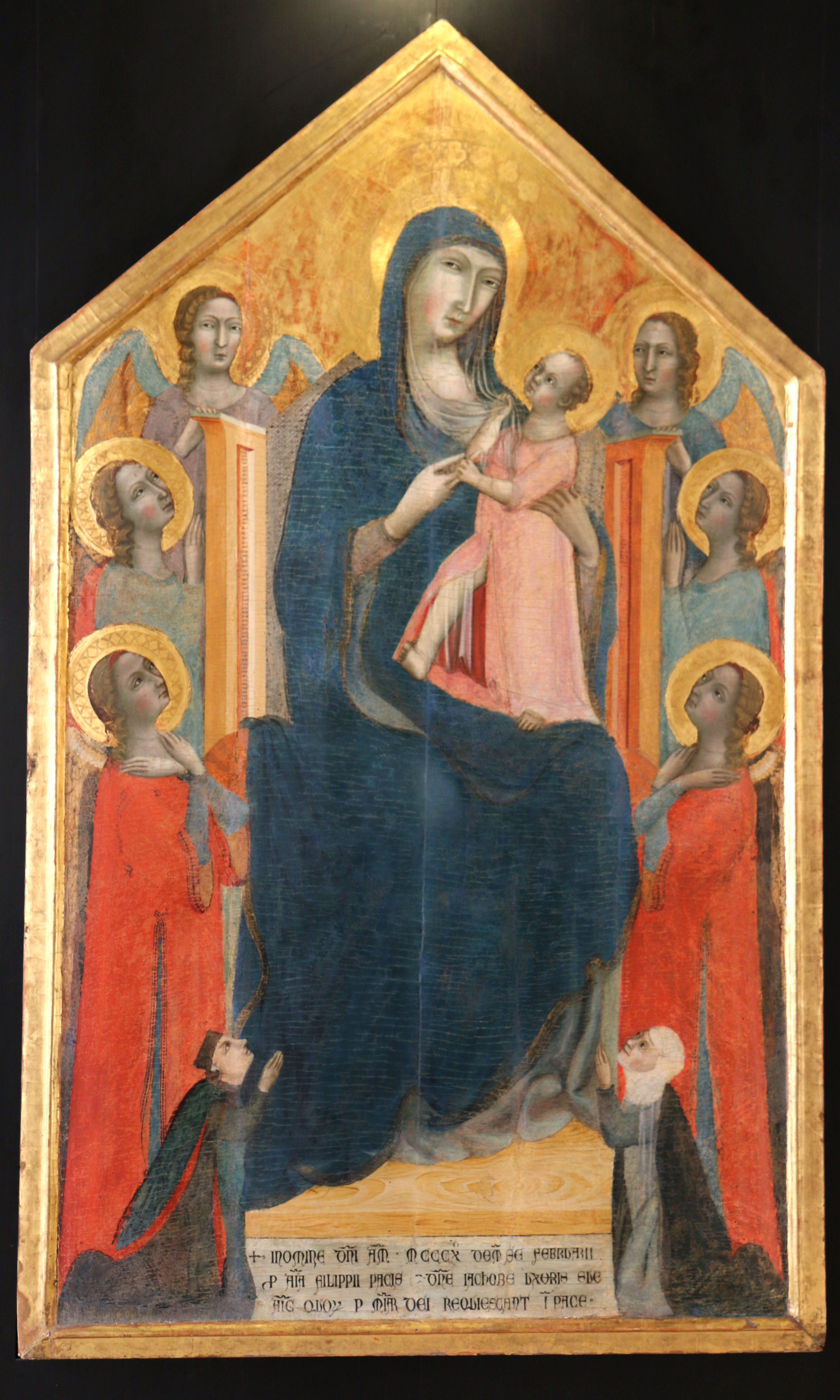
Maestà, Musée du Petit Palais, Avignone

- Storie della Passione (1307), coro della chiesa di San Giovanni Fuorcivitas, Pistoia,
- Madonna col Bambino tra angeli e il committente Filippo Paci (1310), conservata dal 1976 al Museo del Petit Palais, Avignone
- Madonna col Bambino e i santi Giovanni Battista, un apostolo, Maria Maddalena e Bernardo, polittico, chiesa di Santa Maria Maddalena del convento degli Umiliati, Pistoia (oggi al Museo Civico cittadino)
- Maestà, Museo del Petit Palais, Avignone